# Lønborg
Lønborg er en by i Vestjylland med 234 indbyggere  (2024), beliggende 18 km nordøst for Nørre Nebel, 5 km vest for Tarm og 8 km sydvest for Skjern. Byen hører til Ringkøbing-Skjern Kommune og ligger i Region Midtjylland.
Lønborg hører til Lønborg Sogn, og Lønborg Kirke ligger i den nordlige ende af byen på en banke oven for Skjern Ås delta. Kirken kan ses viden om og har indvendig en hel hvælving med kalkmalerier. I den sydlige ende af sognet ligger naturområdet Lønborg Hede.

## Faciliteter
2½ km sydvest for Lønborg ligger landsbyen Vostrup. Lønborg og Vostrup har flere fælles faciliteter og fælles foreninger: borgerforening, husholdningsforening og Vostrup Gymnastik- og Ungdomsforening.
- Lønborg-Vostrups Fælleshus rummer en squashbane og en hal med volleybane og 3 badmintonbaner.
- Vostrup Forsamlingshus har en stor sal og en lille sal.
- KFUM-spejderne har en spejderhytte 1 km øst for Vostrup.
- I Indre Missions missionshus Bethania i Lønborg er der møder et par gange om måneden, bibelstudiekredse og juniorklub mandag aften for børn i 4.-6. klasse.

## Historie
I 1904 blev Lønborg og Vostrup beskrevet således: "Lønborg (1231: Lønæburgh, 1340: Linburgh), ved Landevejen, med Kirke, Præstegd., Skole, Missionshus (opf. 1897), Mølle og Andelsmejeri;...Vostrup, ved Landevejen, med Skole og Forsamlingshus (opf. 1899);"

### Kommunen
Egvad Sogn var anneks til Lønborg Sogn og havde altså ikke egen præst. De to sogne udgjorde Lønborg-Egvad pastorat, men de var to selvstændige sognekommuner i 1966, da de indgik i Egvad Kommune, der blev dannet ved en af de frivillige kommunesammenlægninger forud for kommunalreformen i 1970. Egvad Kommune blev ved strukturreformen i 2007 indlemmet i Ringkøbing-Skjern Kommune.

### Stationsbyerne
Både Lønborg og Vostrup fik station på Nørre Nebel-Tarm Jernbane (1913-1940). Begge byer nåede kun at vokse lidt i banens korte levetid. Ifølge det lave målebordsblad fra 1900-tallet fik de dog telefoncentraler.
Stationsbygningerne er bevaret på Tarmvej 35a i Lønborg og Krogen 1 i Vostrup. Bøelvej i Lønborg er anlagt på banens tracé.

### Vostrup Efterskole
Vostrup Efterskole blev grundlagt i 1990 og specialiserede sig i teater og musik. Den investerede stort i faciliteter hertil, bl.a. et musikhus, som lokale foreninger også kunne benytte. Men skolen måtte lukke 1. juli 2017 efter gennemførelsen af den traditionelle sommerlejr. Der var kun tilmeldt 34 elever i det følgende skoleår, og der skulle være mindst 55 for at konkurs kunne undgås. Skolen havde 13 ansatte.
Koncerthuset der ligger i forbindelse med bygningerne der dannede rammen for Vostrup Efterskole, blev igennem årene besøgt at flere kendte, primært danske, orkestre såsom TV-2, Anne Linnet og Allan Olsen mv.

## Kendte personer
- Matematikeren Agner Krarup Erlang (1878–1929) var født i Lønborg.